# 菅沼定直 (室町時代)
菅沼 定直（すがぬま さだなお/さだただ）は、室町時代の人物。菅沼氏の祖。

## 生涯
木和田安逵の子として生まれる。母は不明。足利義教の命によって、三河国の住人菅沼俊治を討ち、その所領を与えられて菅沼を称したという。しかし、資料によっては別説が述べられているため、ここではそちらも扱う。
別の説では、植村光兼（土岐頼忠の子）の次男として生まれる。母は不明。三河国野田の城主、富永信資に養われ、その後菅沼忠通の婿養子となり菅沼を称したとされる。

## 系譜
- 父：木和田安逵または植村光兼
- 母：不明
- 妻：不明
- 子：菅沼定成（長男）、菅沼満成（次男）